# لا أريد أن أكون رجلا (فلم)
لا أريد أن أكون رجلًا (بالألمانية: Ich möchte kein Mann sein) هو فيلم ألماني عام 1918 من إخراج إرنست لوبيتش.
تم تصويره في استوديوهات تمبلهوف في برلين.

## الطاقم
- أوسي أوزوالدا بدور Ossi
- كيرت جويتز في دور دكتور كرستين
- فيري سيكلا كمستشار بروكمولر
- مارجريت كوبفر بدور الحاكم
- فيكتور جانسون

## القصة
الشابة أوسي أوزوالدا الحماسية هي لعنة وجود عمها ومربيتها. تصر على لعب البوكر والتدخين والتحدث مع رجال غرباء في الشارع. عندما يغادر عمها لتولي وظيفة جديدة، فإنها تتطلع إلى التمتع بحرية جديدة. تحطمت آمالها عندما أثبت ولي أمرها الجديد الدكتور كيرستن أنه صارم وثابت. محبطًا من حياتها المنعزلة، يتسلل أوسي إلى المدينة مرتديًا زي شاب. تجد أن لكونك رجلاً عيوبه الخاصة عندما تكتشف أنها لا تحصل على نفس المعاملة اللطيفة عندما تتنكر كذكر. قررت أن تحضر كرة فخمة بزيها الجديد. بعد فترة وجيزة، تظهر الدكتورة كرستين على الكرة وهي تحاول استمالة شابة ويحاول أوسي بصرامة انتقامها بعيدًا عن ولي أمرها المكروه. في النهاية، يجذب رجل آخر انتباه المرأة، ويتصالح أوسي المتنكّر مع الطبيب. يشرع الاثنان في الترابط فوق السيجار والشمبانيا. بعد انتهاء الكرة، يتعثر الزوجان في حالة سكر، ويتبادلان القبلات المخمورين. بعد أن أغمي عليهم في سيارة أجرة مستأجرة، يترك السائق عن طريق الخطأ أوسي في منزل الطبيب وينزل الطبيب في منزل أوسي. عند الاستيقاظ في منزل غريب، يشعر أوسي بالذعر ويعود إلى المنزل حيث استيقظ الطبيب ويحاول التسلل خارج المنزل دون أن يكتشفه أحد. لا تزال متخفية، تتظاهر بأنها تزور ابن عمها أوسي والطبيب يتوسل إليها ألا تخبر جناحه عن «مغامرتهم». يوافق أوسي ويصعد إلى الطابق العلوي حيث تبدأ في خلع ملابسها. يأتي الطبيب ليوقظها وهو مندهش من رؤية أوسي يرتدي بدلة رجل. انقلبت الطاولات عندما قام أوسي بتوبيخه على سلوكه. يستسلم الطبيب للجاذبية التي يشعر بها تجاهها، ويقبلها الطبيب.

## إصدارات DVD
صدر الفيلم في الولايات المتحدة بواسطة كينو لوربر كجزء من مجموعة الصندوق "Lubitsch in Berlin" عام 2007 مع ترجمة إنجليزية. تم إصداره أيضًا في المملكة المتحدة من قبل Eureka's Masters of Cinema سلسلة كجزء من مجموعة الصندوق «Lubitsch in Berlin: Fairy-Tales و Melodramas و Sex Comedies» في عام 2010 مع ترجمة ألمانية وترجمات باللغة الإنجليزية.

## روابط خارجية
- لا أريد أن أكون رجلا  في قاعدة بيانات الأفلام على الإنترنت (بالإنجليزية)